# Willanzheim
Willanzheim este o comună-târg din  districtul Kitzingen, regiunea  Franconia Inferioară, landul Bavaria, Germania.